# Harlech

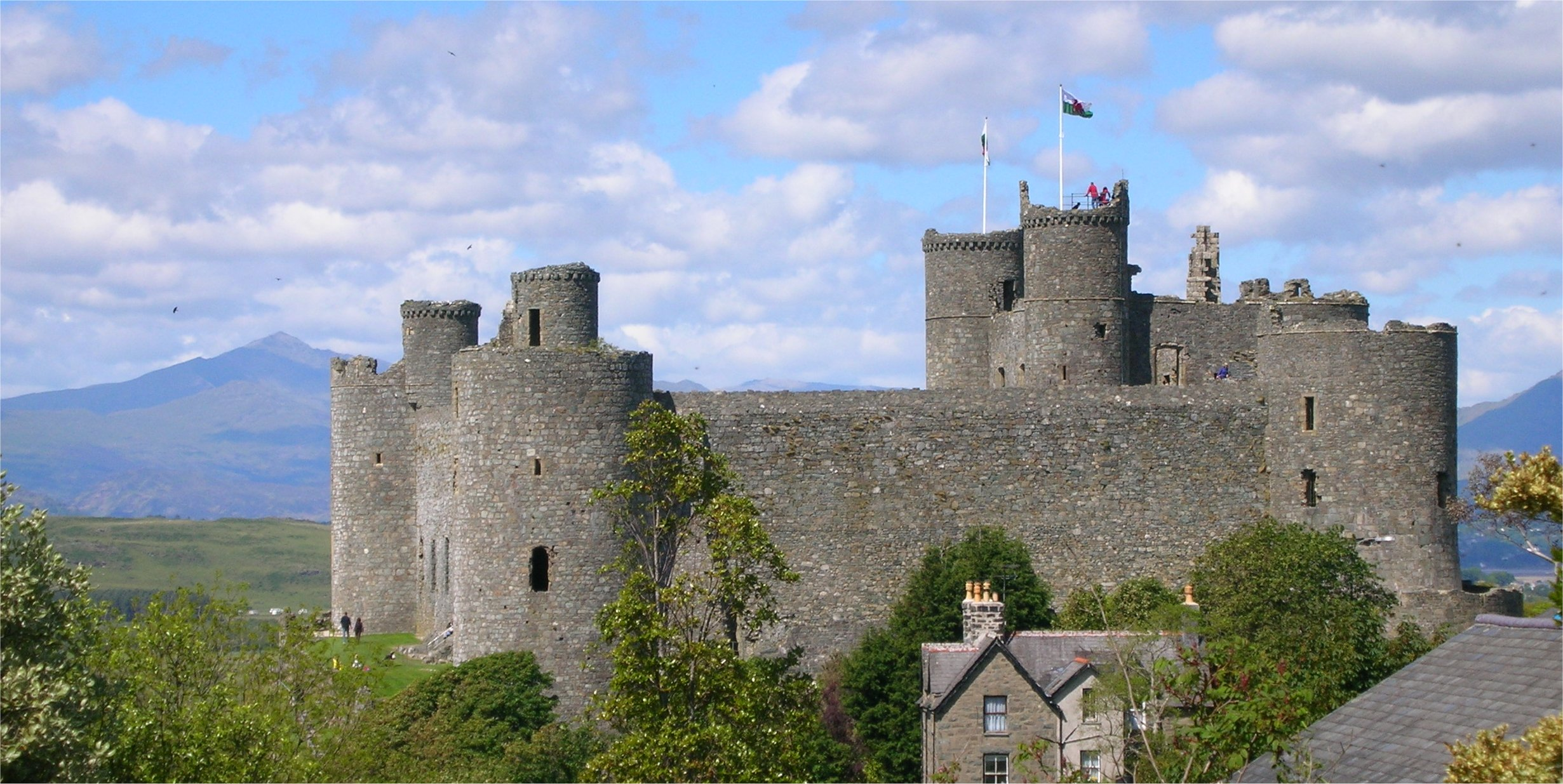
Il castello di Harlech, sullo sfondo il monte Snowdon

Harlech (pron.: /'harlɛx/; 1.900 ab. ca.) è una località balneare del Galles nord-occidentale, affacciata sulla Baia di Tremadog (tratto della Baia di Cardigan, Mare d'Irlanda) e facente parte del Parco nazionale di Snowdonia e - dal punto di vista amministrativo - della contea di Gwynedd

## Geografia fisica

### Collocazione
Harlech è situata a sud del monte Snowdon e ad ovest dei Monti Cambrici e si trova a ca. 15 km a sud-est di Porthmadog, a ca. 22 km sud-ovest di Blaenau Ffestiniog e a ca. 17 km a nord di Barmouth.

### Popolazione
Al censimento del 2001, la cittadina aveva una popolazione di 1.952 abitanti, il 59% dei quali ha dichiarato di parlare la lingua gallese.

## Monumenti e luoghi d'interesse
Il monumento più famoso è il Castello di Harlech, costruito nel 1283 per volere di re Edoardo I d'Inghilterra ed inserito dall'UNESCO nel patrimonio dell'umanità.

## Harlech nella cultura di massa
- Alla località fa riferimento la canzone popolare Men of Harlech , che descrive eventi riguardanti il Castello di Harlech che sarebbero avvenuti tra il 1461 e il 1466.[7]